# Hrochotýnecká tabule
Hrochotýnecká tabule je geomorfologický okrsek ve východní části Chrudimské tabule, ležící v okresech Chrudim, Pardubice a Ústí nad Orlicí v Pardubickém kraji.

## Poloha a sídla

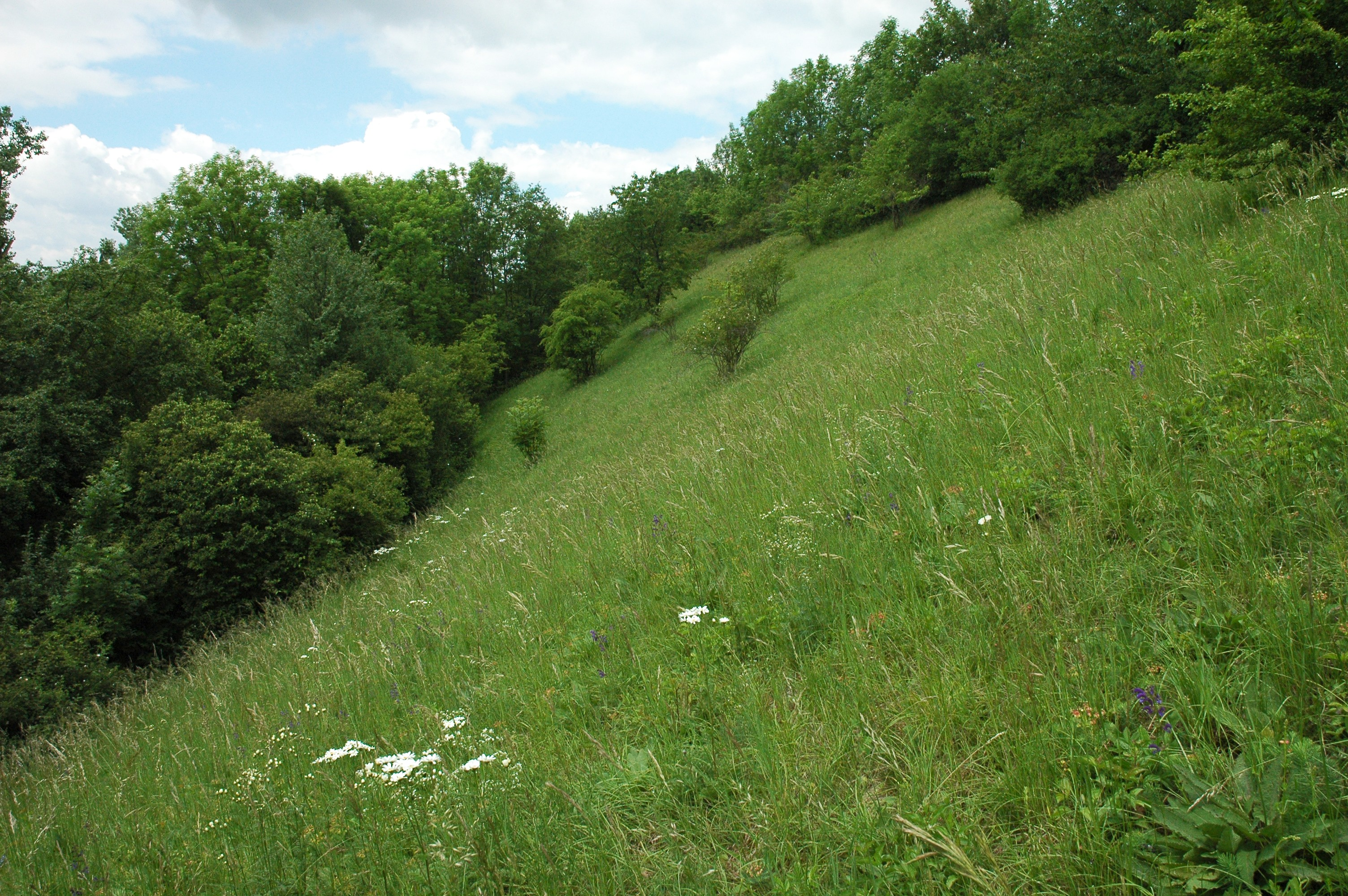
Přírodní památka Chrašická stráň

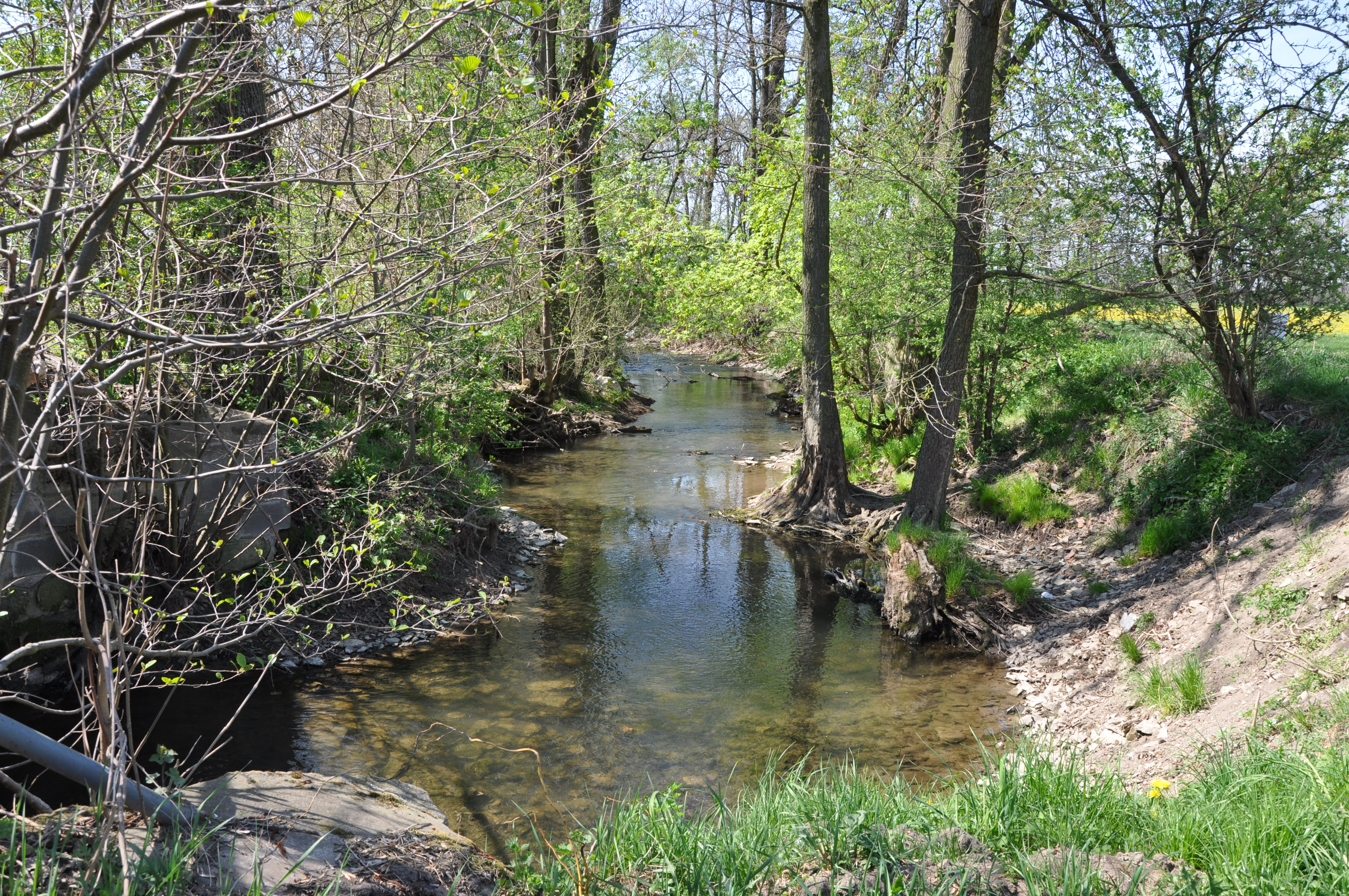
Potok Žejbro u Brčekol

Území okrsku se nachází zhruba mezi sídly Hostovice (na severozápadě), Slepotice (na severu), Stradouň (na severovýchodě), Mravín (na východě), Voletice (na jihovýchodě), Dobrkov, Mezihoří a Lukavice (na jihu) a Chrudim (na západě). Uvnitř okrsku leží titulní město Hrochův Týnec, další město Chrast, městys Chroustovice, větší obce Rosice a Zaječice, částečně město Slatiňany.

## Geomorfologické členění
Okrsek Hrochotýnecká tabule (dle značení Jaromíra Demka VIC–3C–2) geomorfologicky náleží do celku Svitavská pahorkatina a podcelku Chrudimská tabule.
Dále se již nečlení.
Tabule sousedí s dalšími okrsky Svitavské pahorkatiny: Heřmanoměstecká tabule na západě, Štěpánovská stupňovina na jihu, Vraclavský hřbet na východě. Dále sousedí s celky Východolabská tabule na severu a Železné hory na jihozápadě.

## Významné vrcholy
| název vrcholu | výška (m n. m.) | podřazená jednotka |
| ------------- | --------------- | ------------------ |
| Tři Bubny     | 303             | -                  |
| Kamenice      | 297             | -                  |

Nejvyšším bodem Hrochotýnecké tabule je vrstevnice (310 m n. m.) na východní hranici s Vraclavským hřbetem.